# TriNa (bebida)
TriNa es una marca española de bebidas refrescantes sin gas. Fue el primer refresco de frutas sin burbujas en el mercado español, nacido en Valencia en 1933 y con el nombre de TriNaranjus por su contenido: el zumo de tres naranjas. TriNa es una marca del grupo Suntory Beverage and Food Spain.

## Historia
Los orígenes de Trinaranjus se remontan a los años 30, creado por el doctor Trigo, que en 1933, desde su laboratorio de la calle Sagunto, lanzó en Valencia un refresco de naranja muy natural, sin burbujas, al que bautizó como Trinaranjus. Este nombre viene porque la base de su receta son tres variedades de naranja diferentes: Naranja Valencia, Salustiana y Cadenera. El refresco fue comercializado con una botella que guardaba una forma similar a la naranja, y una etiqueta donde se podían ver tres piezas de fruta. 
En 1935, Trigo se relacionó con Léon Beton, quien, compró en 1936 la fórmula y la marca para comenzar su producción y comercialización en Francia con el nombre de Orangina.
Luego se relaciono con su hijo Jean-Claude Beton. Con la situación económica de esta época, Orangina se desarrolló en Francia mientras que el TriNaranjus se desarrolló en España.
La compañía se expandió a lo largo de los años, hasta que en 1986 la marca renovó su imagen, su nombre, TriNa, y su género. En 2009, Suntory Group adquiere la compañía Orangina Schweppes, y con ello, la marca TriNa. Este producto se comercializa en España y Portugal tanto en hostelería como en supermercados e hipermercados.

## Productos

### TriNa Clásico
- Naranja
- Limón
- Manzana
- Tropical
- Piña Colada (descontinuada)
- Banana Colada (descontinuada)
- Mango Colado (descontinuada)

### TriNa Zero
- Naranja
- Limón
- Manzana

### TriNa T!
- Té Rojo Melocotón (descontinuada)
- Té Negro Limón (descontinuada)

### Vital TriNa
- Tropical (descontinuada)
- Multifrutas (descontinuada)